# Steppesprinkhaan
De steppesprinkhaan (Chorthippus vagans) is een rechtvleugelig insect uit de familie veldsprinkhanen (Acrididae), onderfamilie Gomphocerinae.

## Kenmerken
De kleur is bruin, het halsschild is licht van kleur en de zijkielen zijn wit en duidelijk naar elkaar toe gebogen. De vleugels hebben een chorthippuslobje en die van het mannetje komen tot aan de achterlijfspunt, die van het vrouwtje zijn iets korter. Mannetjes bereiken een lengte van 13 tot 16 millimeter, de vrouwtjes zijn 18 tot 22 mm lang. De gehooropening is ovaal, zodat de soort alleen met het locomotiefje is te verwarren, andere veldsprinkhanen hebben een envelopvormige opening.

## Verspreiding
De steppesprinkhaan komt voor in grote delen van Europa, het verspreidingsgebied trekt net aan Nederland voorbij maar er is een geïsoleerde populatie bekend in de Hatertse Vennen rond Nijmegen. In België komt de sprinkhaan alleen in het uiterste zuidoosten voor in de Maasvallei. De habitat bestaat uit droge en schrale graslanden tot heide.

## Levenswijze
De steppesprinkhaan is als volwassen insect te zien van juni tot september en is vooral actief tussen negen uur in de ochtend en zeven uur in de avond. Het geluid bestaat uit een aanhoudend krassende zang, dat lijkt op het geluid van de krasser. Het is echter zachter maar houdt langer aan.

## Afbeeldingen

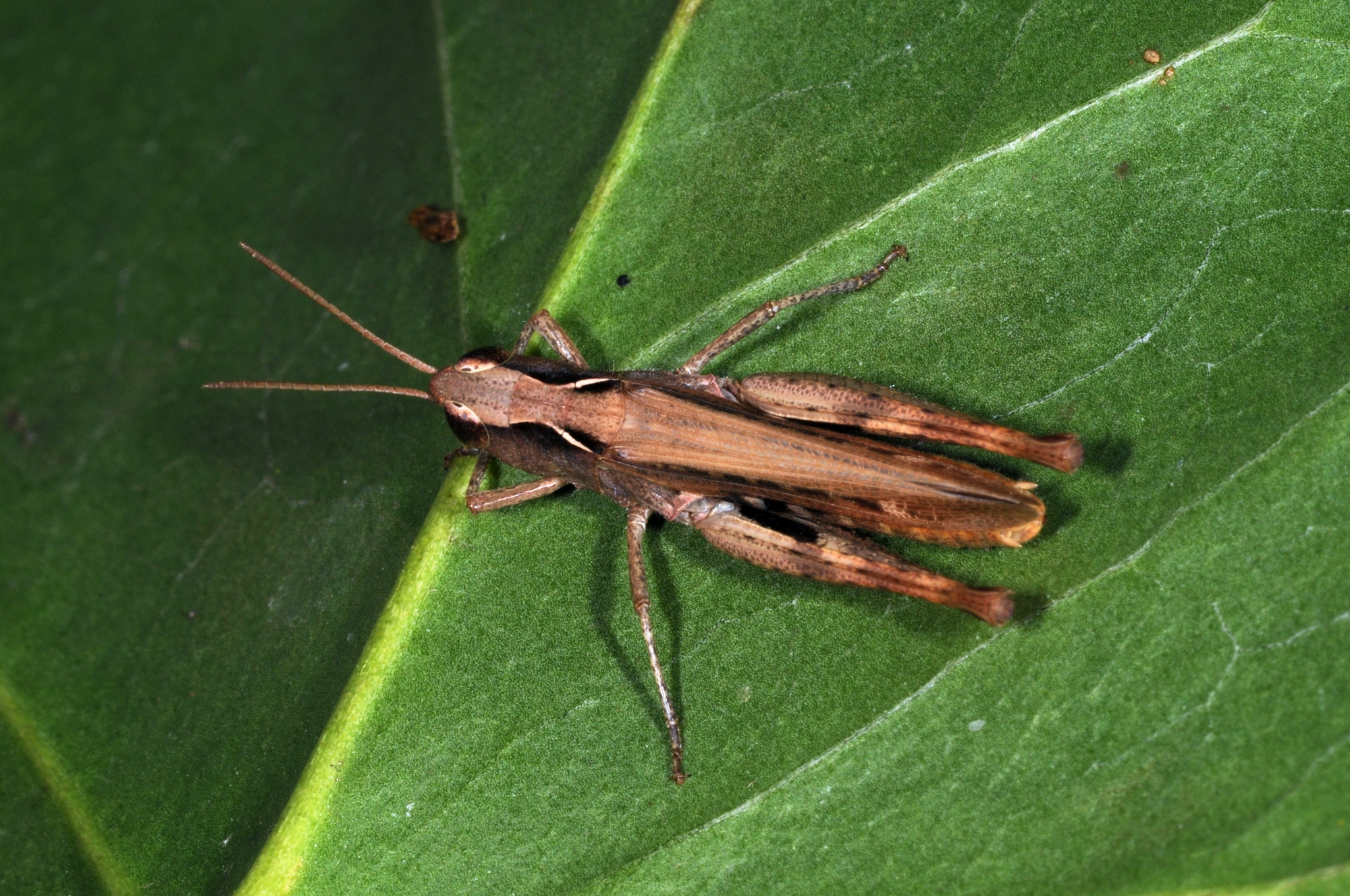
Bovenzijde mannetje
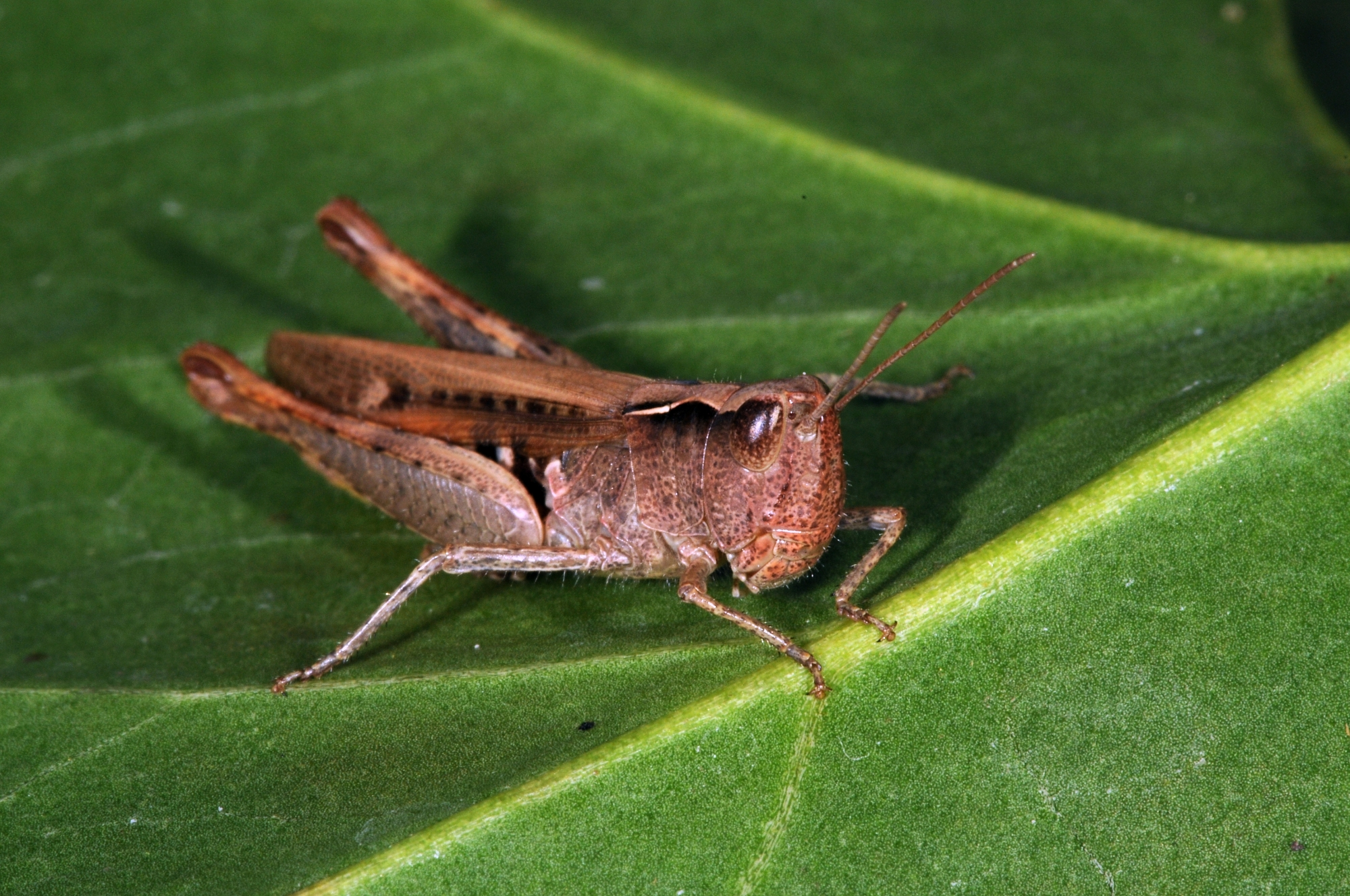
Voorzijde mannetje